# Matchless Model G2-serie
De Matchless Model G2-serie was een serie lichte sportieve motorfietsen die het Britse merk Matchless van 1934 tot 1939 en van 1958 tot 1965 leverde. 
Omdat het merk AJS in 1931 door Matchless was opgekocht waren deze modellen door badge-engineering vrijwel identiek aan de AJS Model 12-serie en de AJS Model 14-serie.

## 1934: Matchless Sports 250 en Sports 250 De Luxe
Het Matchless model Sports 250 verscheen in 1934 op de markt. Het had een stoterstangen-kopklepmotor waarvan de cilinder licht voorover helde. De machine had de gebruikelijke lange slag motor (boring x slag 62,5 × 80 mm) met een aluminium zuiger en een handgeschakelde Matchless-vierversnellingsbak. de primaire ketting liep in een oliebad, de secundaire ketting had een klein kettingscherm. De machine had waarschijnlijk nog een Lucas-magneetontsteking. De voorvork was de Matchless Webb-type parallellogramvork met een stuurdemper en twee schokdempers, allemaal uitgevoerd als instelbare frictiedemper. Achtervering was er niet, dat was in deze tijd nog niet gebruikelijk. De motor had een dry-sump smeersysteem waarvan de olietank onder het zadel zat, maar de nokkenasaandrijving had spatsmering met een eigen oliebad. De machine had standaard een Lucas-elektrische verlichtingsset met elektrische claxon en een middenbok. Ze kostte 35 gienjes. De "De Luxe"-versie had een op de versnellingsbak aangesloten snelheidsmeter, verchroomde randjes langs de spatborden en een voorwielstandaard. Deze machine kostte 40 gienjes, waarbij de klant kon kiezen tussen een normale uitlaat of een sportieve swept back pipe. 

## 1935: Matchless Model 35/F4 en Model 35/F4 De Luxe
In 1935 veranderde feitelijk alleen de naam van het model. Zoals bij Matchless gebruikelijk werd het jaartal toegevoegd: voor 1935 heette het model 35/F4. De technische gegevens waren hetzelfde. Het model 35/F4 kostte 37 gienjes, maar voor 12 gienjes en 6 shilling kon de klant ook kiezen voor voetschakeling. Een afneembare bagagedrager kostte 15 shilling. Wel was er nu een 6 volt-Lucas accu-bobineontsteking.

## 1936-1939: Model G2, Model G2 De Luxe, Model G2M, Model G2M De Luxe en Model G2MC
In 1936 werd het blok gewijzigd. Op de eerste plaats kwam de cilinder nu rechtop, op de tweede plaats verviel de oliebadkettingkast voor de primaire ketting. De middenbok werd vervangen door een achterwielstandaard en de Matchless-versnellingsbak door een exemplaar van Burman. Ook wijzigde de typenaam: behalve het steeds wijzigende bouwjaar veranderde de naam in G2/G2 De Luxe en voor machines met magneetontsteking in plaats van bobineontsteking de toevoeging "M". Zo ontstonden de volgende modellen:
- 1936: Matchless Model 36/G2, Matchless Model 36/G2 De Luxe, Matchless Model 36/G2M, Matchless Model 36/G2M De Luxe
- 1937: Matchless Model 37/G2, Matchless Model 37/G2 De Luxe, Matchless Model 37/G2M, Matchless Model 37/G2M De Luxe, Matchless Model 37/G2MC
- 1938: Matchless Model 38/G2, Matchless Model 38/G2 De Luxe, Matchless Model 38/G2M, Matchless Model 38/G2M De Luxe, Matchless Model 38/G2MC
- 1939: Matchless Model 39/G2, Matchless Model 39/G2 De Luxe, Matchless Model 39/G2M, Matchless Model 39/G2M De Luxe, Matchless Model 39/G2MC

Bovendien kregen de machines in de loop van de tijd de toevoeging "Clubman". Deze kwam voort uit de opkomende clubmanraces voor amateurs met sportieve wegmotorfietsen. De "G2MC"-modellen waren voorzien van zwaardere (terrein) banden en bedoeld als trialmotor.
Vanaf 1937, toen Amalgamated Motor Cycles (AJS/Matchless) werd omgedoopt tot Associated Motor Cycles (AJS/Matchless/Sunbeam) werd ook de Model G2-serie door badge-engineering onder het AJS-beeldmerk uitgebracht. De machines waren identiek, maar kregen andere typenamen: AJS Model 37/12, 38/12 en 39/12.
Verder begon men met de productie van de 350cc-Matchless Model G3-serie, waaruit later de goed verkochte Matchless G3/L zou voortvloeien, en de 500cc-Matchless Model G80-serie. Bij het uitbreken van de Tweede Wereldoorlog leek de productie te moeten worden gestaakt, om plaats te maken voor die van munitie, maar toen de Triumph-fabriek bij het bombardement op Coventry vernield werd, kreeg Associated Motor Cycles de regeringsopdracht voor militaire motorfietsen die oorspronkelijk voor Triumph was bedoeld.

## 1958-1967: Matchless G2, G2 S, G2 CS en G2 CSR
Bij het uitbreken van de Tweede Wereldoorlog werd de productie van de Modellen G2/G2M gestaakt. Pas in 1958 verschenen er opnieuw 250cc-modellen van wat inmiddels Associated Motor Cycles was en waar inmiddels ook Norton, James en Francis-Barnett toe behoorden. De Matchless G2 (de tussenvoeging "Model" was vervallen) verscheen in 1958. Het was een 250cc-eencilinderviertakt met een korte slag motor (69,9 × 64,8 mm). De machine werd geen succes, vooral omdat ze nogal ouderwets gebouwd was. Hoewel het blok er strak uitzag omdat het carter zowel de 1,4 liter-olietank als de versnellingsbak omsloot, was het nog steeds een pre unit (losse) versnellingsbak, terwijl de unit construction al lang gangbaar was. Dat betekende dat eigenaars nog steeds een primaire ketting moesten onderhouden. Met 150 kg was ze ook aan de zware kant. Matchless leverde er een sportversie van, de G2 S(ports) en ook een crossmotor, de G2 CS, maar beconcurreerde zichzelf met de Francis-Barnett Falcon, het AJS Model 14 en de (tweetakt) James Commodore L25. Al deze modellen deelden het semi-dubbel wiegframe en de niet bijzonder gewaardeerde AMC-telescoopvork. Alleen het AJS Model 14 CSR kreeg een beter frame, styling en vering. In 1962, toen de Matchless G2 CSR uitkwam, kregen alle modellen eindelijk een unit-construction-versnellingsbak. De benaming stond voor Competition - Sprung - Roadster (sport, geveerd, roadster), een sportmodel voor de openbare weg. De modellen bleven in productie tot Associated Motor Cylcles in 1967 werd overgenomen door Manganese Bronze Holdings.

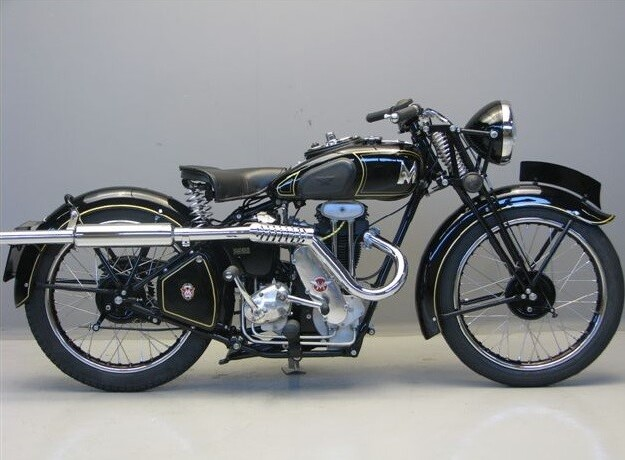
Model 36/G2M uit 1936
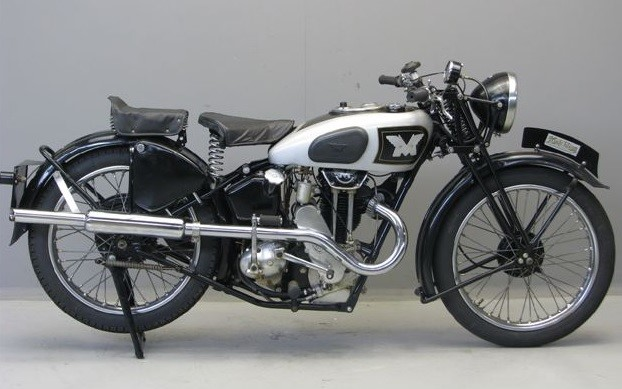
Matchless Model 38/G2M Clubman De Luxe uit 1938
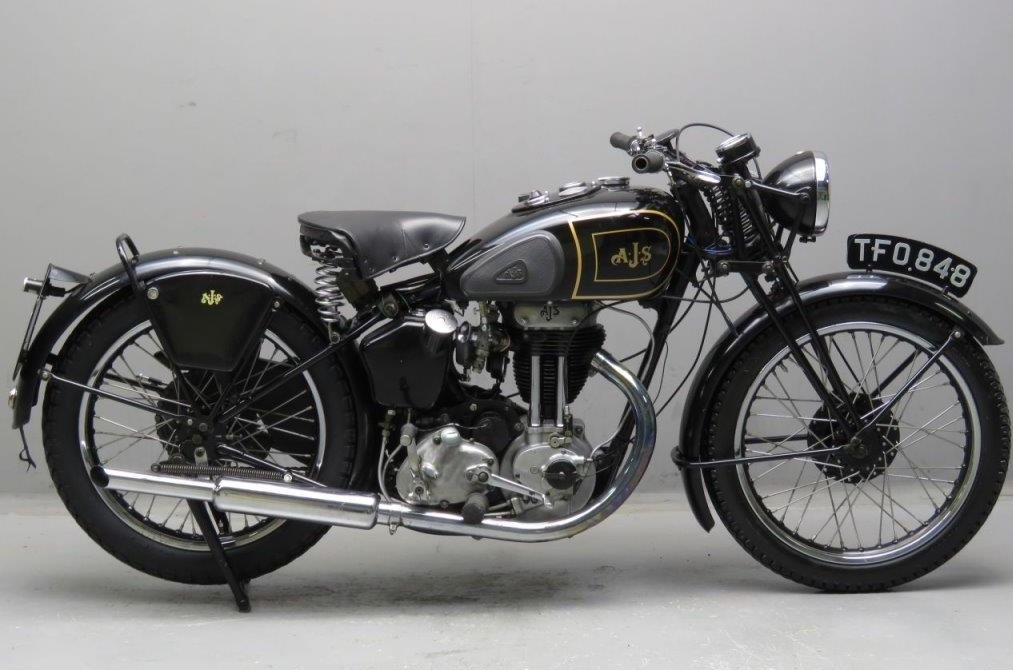
De bijna identieke tweelingbroer AJS Model 39/12
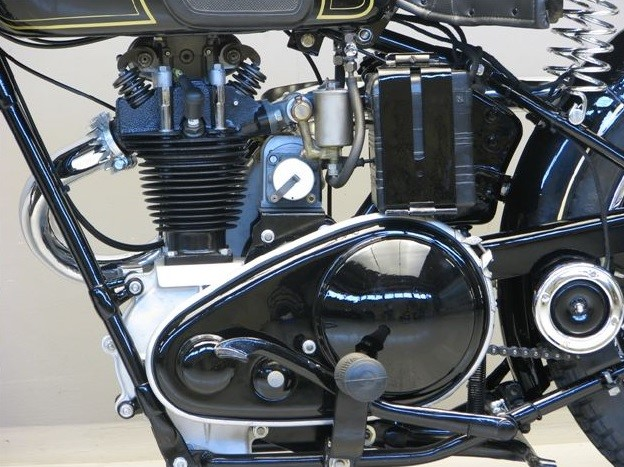
In 1936 was het primaire carter niet meer oliedicht geschroefd, maar voorzien van een eenvoudige (en goedkope) klemband.
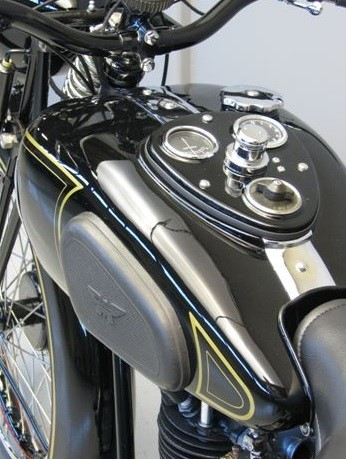
De tank met instrumentenpaneel van de "De Luxe"-versie.
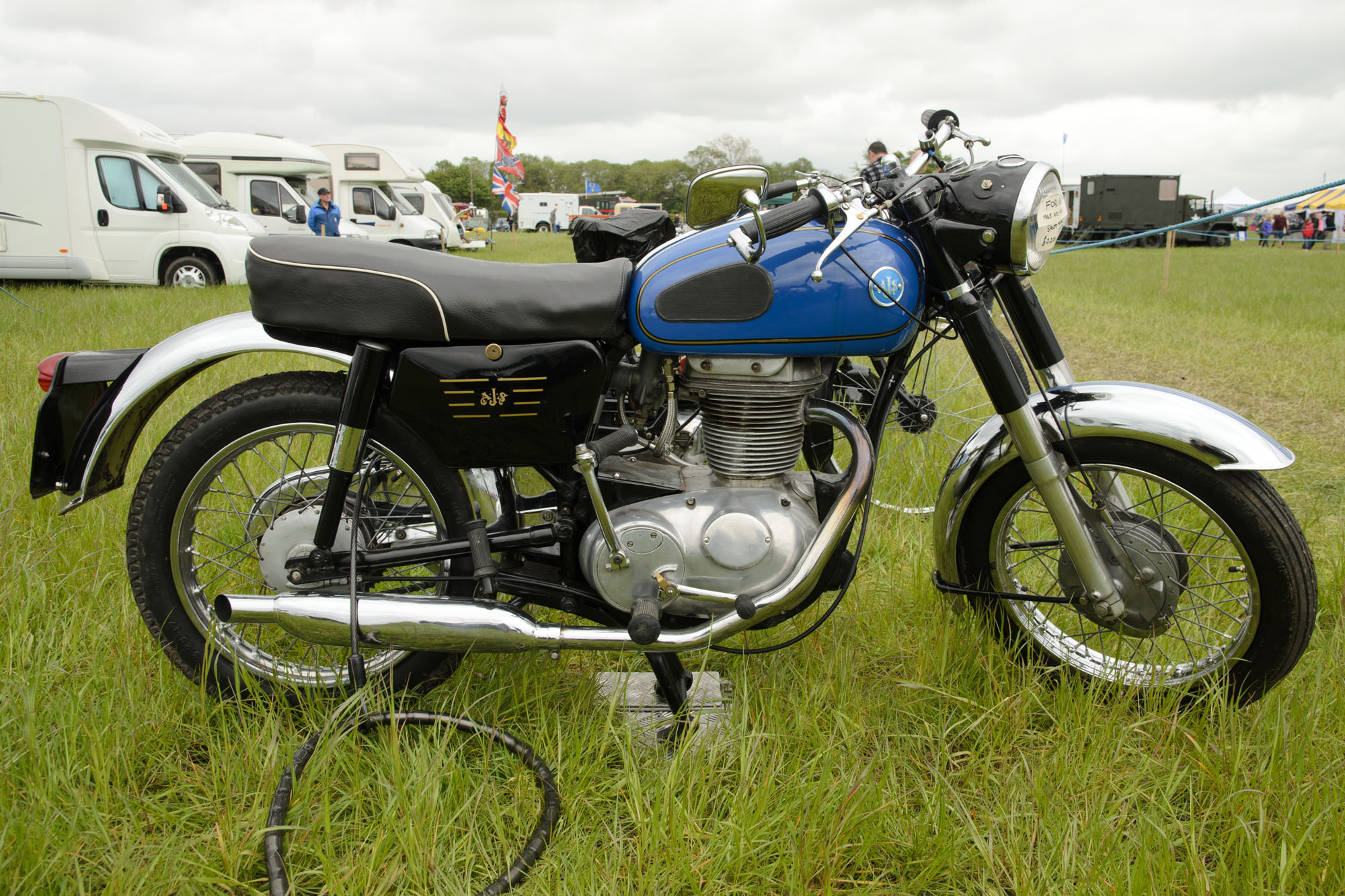
Dit AJS Model 14 CSR uit 1965 was identiek aan de Matchless G2 CSR

## Technische gegevens
| Matchless              | Sports 250 / Model 35/F4 / Model G2 / G2M                               | G2                                     | G2 S                                   | G2 CS                                  | G2 CSR                                 |
| ---------------------- | ----------------------------------------------------------------------- | -------------------------------------- | -------------------------------------- | -------------------------------------- | -------------------------------------- |
| Periode                | 1934-1939                                                               | 1958-1966                              | 1958-1966                              | 1958-1966                              | 1962-1966                              |
| Categorie              | Sportmotor                                                              | Toermotor                              | Sportmotor                             | Crossmotor                             | Sportmotor                             |
| Motortype              | Kopklepmotor                                                            | Kopklepmotor                           | Kopklepmotor                           | Kopklepmotor                           | Kopklepmotor                           |
| Bouwwijze              | Staande eencilinder                                                     | Staande eencilinder                    | Staande eencilinder                    | Staande eencilinder                    | Staande eencilinder                    |
| Koeling                | Lucht                                                                   | Lucht                                  | Lucht                                  | Lucht                                  | Lucht                                  |
| Boring                 | 62,5 mm                                                                 | 69,9 mm                                | 69,9 mm                                | 69,9 mm                                | 69,9 mm                                |
| Slag                   | 80,0 mm                                                                 | 64,8 mm                                | 64,8 mm                                | 64,8 mm                                | 64,8 mm                                |
| Cilinderinhoud         | 245,4 cc                                                                | 248,7 cc                               | 248,7 cc                               | 248,7 cc                               | 248,7 cc                               |
| Carburateur(s)         | Amal                                                                    | Amal Monobloc 375/5                    | Amal Monobloc 375/5                    | Amal Monobloc 376/276                  | Amal Monobloc 376/99                   |
| Smeersysteem           | Dry-sump                                                                | Dry-sump                               | Dry-sump                               | Dry-sump                               | Dry-sump                               |
| Compressieverhouding   | Onbekend                                                                | 9,5:1                                  | 9,5:1                                  | 9,5:1                                  | 9,5:1                                  |
| Topsnelheid            | onbekend                                                                | 120 km/uur                             | 120 km/uur                             | onbekend                               | 121/km/uur                             |
| Primaire aandrijving   | Ketting                                                                 | Ketting, vanaf 1962: tandwielen        | Ketting, vanaf 1962: tandwielen        | Ketting, vanaf 1962: tandwielen        | Tandwielen                             |
| Koppeling              | Onbekend                                                                | Meervoudige natte plaat                | Meervoudige natte plaat                | Meervoudige natte plaat                | Meervoudige natte plaat                |
| Versnellingen          | 4                                                                       | 4                                      | 4                                      | 4                                      | 4                                      |
| Secundaire aandrijving | Ketting                                                                 | Ketting                                | Ketting                                | Ketting                                | Ketting                                |
| Rijwielgedeelte        | Geschroefd dubbel wiegframe                                             | Semi-dubbel wiegframe                  | Semi-dubbel wiegframe                  | Semi-dubbel wiegframe                  | Semi-dubbel wiegframe                  |
| Voorvork               | Matchless Webb-type parallellogramvork met stuurdemper en schokdempers. | AMC-telescoopvork                      | AMC-telescoopvork                      | AMC-telescoopvork                      | AMC-telescoopvork                      |
| Achtervork             | Star                                                                    | Swingarm met twee Girling-schokdempers | Swingarm met twee Girling-schokdempers | Swingarm met twee Girling-schokdempers | Swingarm met twee Girling-schokdempers |
| Remmen                 | Trommelremmen                                                           | Trommelremmen                          | Trommelremmen                          | Trommelremmen                          | Trommelremmen                          |
| Tankinhoud             | 9 liter                                                                 | 15 liter                               | 15 liter                               | 15 liter                               | 15 liter                               |
| Droog gewicht          | Onbekend                                                                | 149 kg                                 | 149 kg                                 | Onbekend                               | 149 kg                                 |